# Ludwik Bittner
Ludwik Bittner, poljski general, * 1892, † 1960.